# Ludvík Frejka
Ludvík Frejka (Liberec , 15 de enero de 1904 - Prisión de Pankrác, 3 de diciembre de 1952 ) fue un político, economista y publicista nacido como Ludwig Freund en una familia judía alemana de los Sudetes, tomó la ciudadanía checoslovaca en junio de 1945 y un nuevo nombre, Ludvík Frejka.

## Biografía

### Antes de la Segunda Guerra Mundial
Sus padres eran médicos que murieron durante la Segunda Guerra Mundial en el gueto de Terezín. Después de graduarse en Liberec, estudió economía en la Universidad de Negocios de Berlín entre 1922-27. En 1925 estudió en la London School of Economics. Completó sus estudios en Alemania con una disertación titulada Cambios estructurales en la economía inglesa desde el estallido de la crisis mundial.
En 1919 ingresó en las Juventudes Socialdemócratas. Desde 1922 fue miembro del Partido Comunista de Alemania, en 1923 se unió al Partido Comunista Checoslovaco. En 1927 trabajó brevemente como trabajador voluntario en una empresa textil en la región de Liberec, luego se fue a Praga donde dirigió el departamento de economía nacional de la secretaría central del Partido Comunista de Checoslovaquia hasta 1930. En los años treinta trabajó en Ústí nad Labem, Chomutov y Teplice. Desde 1935 fue editor del periódico central alemán Die Rote Fahne en Praga.

### Actividad durante la Segunda Guerra Mundial
En diciembre de 1938 emigró a Reino Unido donde trabajó en el ambiente de los Sudetes alemanes y austríacos antifascistas. Trabajó en las oficinas editoriales de la revista semanal Svobodných Rakušanů Zeitspiegel y el semanario socialdemócrata alemán de los Sudetes Einheit. Al comienzo de la Segunda Guerra Mundial fue internado como comunista y extranjero enemigo. Estuvo detenido en Londres-Brixton, Lichfield y York. Pasó los años 1940-1941 aislado en la Isla de Man.
Después de la invasión de la Unión Soviética por la Alemania nazi, se convirtió en asesor económico de los miembros comunistas del Consejo de Estado y colaborador del semanario Čechoslovák. Desde 1943 también trabajó en la redacción del diario comunista inglés Daily Worker. En 1942 participó en la fundación del Comité Unido de los Sudetes Antifascistas Alemanes en Gran Bretaña (Einheitsausschuß sudetendeutscher Antifaschisten in Großbritannien).
En agosto de 1942 escribió un artículo para Einheit en el que rechazaba el plan de expulsar a la población alemana de Checoslovaquia en nombre de los comunistas alemanes de los Sudetes en Gran Bretaña, y más tarde se disciplinó a la línea del partido que había apoyado la idea de la expulsión desde 1943. Entre 1944 y 1945, junto con Josef Goldmann, dirigió un colectivo de economistas cuyas opiniones influyeron significativamente en el programa económico del Partido Comunista de Checoslovaquia.
En Londres se familiarizó más con muchos miembros no comunistas del exilio checoslovaco y también estableció contactos más estrechos con representantes del Partido Laborista reformista británico. Después de regresar a Checoslovaquia, Ludvík Freund cambió oficialmente su apellido a Frejka y se declaró ciudadano checo.

### En la posguerra
Desde 1945 Ludvík Frejka fue secretario de la Comisión Económica Central en el Comité Central del Partido Comunista de Checoslovaquia. En junio de 1948 se convirtió en el jefe del Departamento de Economía de la Oficina del Presidente de la República Klement Gottwald y el secretario de la Comisión de Planificación Central. El 31 de enero de 1952 fue arrestado e investigado por el StB en Praga-Ruzyně, día en que finalizó su empleo en la Oficina del Presidente. En una atmósfera de presión psicológica y física, confesó que como agente del servicio secreto británico saboteó el cumplimiento del plan de dos y cinco años y ayudó a mantener la dependencia económica de Checoslovaquia de los estados capitalistas.
Posteriormente, en el juicio Slánský en noviembre de 1952 fue acusado de alta traición, espionaje y sabotaje. El tribunal lo condenó a muerte que se llevó a cabo en la prisión de Pankrác en la horca el 3/12/1952 a las 5.05 a. m.. En 1963 fue rehabilitado legalmente y en el partido. En abril de 1968 fue galardonado con la Orden de la República in memoriam.

## En la cultura
Sobre el proceso Slánský, el director Costa-Gavras rodó el film L'Aveu (La Confesión) basado en el homónimo libro de Artur London, uno de los supervivientes del proceso, cuyo guion escribió Jorge Semprún. La película, estrenada en 1970, levantó una gran polémica. En 2000, Zuzana Justman rodó el documental A Trial in Prague dedicado al juicio.